# Akademia Nauk Stosowanych w Bielsku-Białej
Akademia Nauk Stosowanych w Bielsku-Białej – niepubliczna szkoła wyższa funkcjonująca w Bielsku-Białej od 1995 roku.
Uczelnia została utworzona na podstawie decyzji Ministra Edukacji Narodowej z dnia 18 lipca 1995 r. i wpisana do Rejestru Uczelni Niepaństwowych pod numerem 66 jako Wyższa Szkoły Bankowości i Finansów. W 2011 zmieniono nazwę szkoły z Wyższa Szkoły Bankowości i Finansów na Wyższa Szkoła Finansów i Prawa. Założycielem uczelni jest Stowarzyszenie Inicjatyw Oświatowych w Bielsku-Białej. Decyzją Ministra Edukacji i Nauki nr DSW-WNN.8014.323.2023.KT.3 z dnia 11 grudnia 2023 r. Wyższa Szkoła Finansów i Prawa w Bielsku-Białej stała się Akademią Nauk Stosowanych w Bielsku-Białej.
Uczelnia posiada akredytację Niemieckiego Instytutu Jakości Kształcenia – certyfikat Lernerorientierte Qualität In der Weiterbildung (LQW). Oczekuje ponadto uzyskania uprawnień akredytowania w ramach LQW.

## Kształcenie
Szkoła daje możliwość podjęcia studiów pierwszego i drugiego stopnia oraz jednolitych magisterskich na siedmiu kierunkach:
- Administracja
- Bezpieczeństwo wewnętrzne
- Cyberprzestrzeń i Komunikacja społeczna
- Finanse i Rachunkowość
- Informatyka
- Prawo
- Logistyka.

Uczelnia realizuje także nauczanie wybranych przedmiotów specjalizacyjnych w języku angielskim, prowadzi programy praktyk i staży zagranicznych, kursy specjalistyczne oraz studia podyplomowe.